# Szent Januáriusz
Szent Januáriusz v, Januarius, olaszul San Gennaro (születés ideje és helye ismeretlen – Puteoliban/Pozzuoliban, Kr. u. 305. szeptember 19.) Benevento püspöke volt, aki hatodmagával (Festus, Desiderius, Sossus, Procolus, Eutüchész és Acutius) halt mártírhalált a Diocletianus-féle keresztényüldözések (284–305) során. 
Szent Januáriusz életéről nagyon keveset tudunk, a fent maradt írásokból csak az utolsó heteiről, napjairól kapunk információt. Januáriusz elfogatásának és vértanúságának legrégebbi elbeszélését az 1180-ból származó bolognai kódex tartalmazza, ami jóval korábbi, minden bizonnyal 668 előtt született szövegen alapul. A regényes elemekkel átszőtt történet lényege a következő:
Januáriusz, Benevento püspöke, Festus nevű diakónusával és Desiderius lektorával (felolvasó) ellátogatott Miseniumba (Misenium a Pozzuoli-öböl nyugati részén feküdt, ma Miseno), ahol többször, titokban találkozott a város püspökével, Sossus diakónussal. Azért titokban, mert a Misenium melletti  Cumaeban, éppen abban az időben volt Sibilla jósnő miatt egy jelentős összejövetel, a résztvevők pedig veszélyt jelentettek a keresztényekre.
A püspökök tevékenységét minden igyekezetük ellenére felfedezték, és jelentették is Campania akkori bírájának, Dracontiusnak, aki megparancsolta, hogy vezessék elé őket. Elsőre Sossust találták meg, akit a kihallgatásáig börtönbe zártak. Mikor Januáriusz megtudta, hogy elfogták Sossust, elment a börtönbe Festusszal és Desideriusszal. Ott megkérdezték a börtönőröket, hogy „Miért tartják bűn nélkül börtönben Istennek ezt az emberét?”. A katonák feljelentették őket is, majd a bíró elé vezették mindhármukat. A kihallgatáson Januáriusz és két társa megvallották keresztény hitüket, és megtagadták a római isteneknek szánt italáldozat bemutatását. E tettükért őket is börtönbe zárták, hogy következő nap, Sossusszal együtt, az amfiteátrumában, medvék elé vethessék.
Másnap a pozzuoli arénában már minden elő volt készítve, azonban a bíró nem tudott elmenni a „látványosságra” hivatalos ügyei miatt. Ezért magához rendelte a négy foglyot, és fővesztésre ítélte őket. Mikor elvezették a rabokat, az ott lévő Procolus, Eutüchész és Acutius szavaikkal megvédték az elítélteket, ezért őket is lefejezésre ítélték. A kivégzésre a Solfatara nevű kialudt vulkán kráterében került sor. 
A történetből kiemelhető néhány kétségtelen történelmi hitellel bíró tény: élt Diocletianus császár uralkodás idején egy Januáriusz nevű beneventói püspök, akit kereszténysége miatt perbe fogtak, és hajthatatlan hithűsége miatt halálra ítéltek, majd kivégeztek.

## Vér-ereklye
Januáriusz nevéhez egy még ma is meglévő csoda kötődik: a „nápolyi vércsoda”. 
Ez a jelenség abban áll, hogy a templomban őrzött, üvegtégelyben lévő „alvadt vér” időről időre folyékonnyá válik és láthatóan felbuzog. Két nagy ampullát Nápolyban őriznek; a nagyobbik ovális keresztmetszetű, köbtartalma kb. 60 cm³, a kisebbik hengeres, köbtartalma kb. 25 cm³. Általában a május első vasárnapja előtti szombaton és szeptember 19-én történik a csoda, és mindkét ünnepet követően nyolc napon át tart. Ezután a vér ismét „megalvad”.
A hagyomány szerint egy nápolyi asszony Januáriusz lefejezésekor felfogta a vértanú püspök vérét, s miután évekig magánál őrizte, végül átadta az ereklyét a nápolyi egyháznak. A csodáról először 1389-ben tettek említést, amikor a nápolyi hívek körmenetben vonultak ki a vér-ereklye fogadására, és magukkal vitték Januáriusz püspök fejereklyéjét is. Amikor a két ereklye találkozott, a beszáradt vér folyékony lett. 
A csoda első hiteles leírása 1389. augusztus 17-éről való. Nápoly népe a város fő patrónusaként tiszteli a vértanú püspököt, és a csoda bekövetkezését a következő hónapok kedvező vagy kedvezőtlen előjeleként értelmezik. 
A 16. század óta a legkülönbözőbb okfejtésekkel próbálkoztak a kritikusai, a csalástól az okkult jelenségekig mindent próbáltak fölhozni a csoda megmagyarázása érdekében. Egyes vélemények szerint az egész jelenségnek semmi köze sincs az emberi vérhez, a kérdést azonban nem lehet egyszer s mindenkorra megválaszolni, mivel az egyház nem járul hozzá az ereklye tudományos szintű vizsgálatához. 
A csoda nemcsak Nápolyban, hanem egyidejűleg Pozzuoliban is történik, abban a templomban, amely a hagyomány szerint a kivégzés helye fölé épült. 
A csoda kritikusai és a természettudományos magyarázat szerint valójában nem vér található a tégelyekben, hanem egy tixotrópikus vegyület, például hidratált vasoxid, más néven FeO(OH). Az ilyen jellegű anyagokban a viszkozitás megnő, ha sok ideig mozdulatlan állapotban maradt, illetve lecsökken, ha megmozdítják. FeO(OH)-t felhasználva reprodukálható volt a „vércsoda” jelensége.